# 大里希世
大里 希世（おおさと きよ、1971年5月21日 - ）は、エス・オー・プロモーション所属のタレントである。千葉県船橋市出身。成蹊大学文学部英米文学科卒業。

## 来歴
総合商社トーメン（現在の豊田通商）に6年間勤務した後、外資系証券会社を経てニュースキャスターに転身した。証券外務員第1種の資格を所持しており、主にテレビ東京の『株式ワイド オープニングベル』や『クロージングベル』で、JASDAQの中継をはじめ、同局『NEWS FINE』（東証アローズ中継担当）や、ラジオNIKKEIの『満員御礼!杉村商店』のアシスタントを歴任している。

## 出演番組

### 現在の出演番組
※以下は所属事務所の公式HPより転載
- 大前研一ライブ・キャスター（ビジネス・ブレークスルー）
- 国税庁『Web-TAX-TV』・キャスター（国税庁WEBサイト）
- ザ・マネー・水曜日・金曜日アシスタント（ラジオNIKKEI第1放送）
- トレーディングフロア アシスタント（ラジオNIKKEI第1放送）

### 過去の出演番組
※テレビ東京・日経CNBC両局の番組に出演しているときは、キャスターの肩書きは「日経CNBC」であった。
テレビ東京
- 株式ニュース
- Opening Bell - 全曜日担当（以下日経CNBCでも放送）
- Closing Bell - 水～金曜日担当
- NEWS FINE - 東証アローズ中継担当

日経CNBC
- 世界は今 JETROグローバル・アイ
- TokyoモーニングExpress
- 中国株式Flash - 水・金曜日担当
- 昼エクスプレス・銘柄ファインダー

千葉テレビ放送
- ザ・サンデー千葉市

ラジオNIKKEI第1放送
- ファイナンシャルBOX・火曜日アシスタント
- 満員御礼!杉村商店・アシスタント
- 深野康彦のマネーマガジン・アシスタント
- みんなでシッカリ財形ライフ！・アシスタント
- リーダーズ放談〜未来を描く・アシスタント